# Megophrys parallela
Xenophrys parallela là một loài lưỡng cư thuộc họ Megophryidae.
Đây là loài đặc hữu của Indonesia.
Môi trường sống tự nhiên của chúng là vùng núi ẩm nhiệt đới hoặc cận nhiệt đới và sông ngòi.
Chúng hiện đang bị đe dọa vì mất môi trường sống.